# Happy Valley British Cemetery
Le Happy Valley British Cemetery ( Le cimetière britannique de la Vallée Heureuse) est un cimetière militaire de la Première Guerre mondiale, situé sur le territoire de la commune de Fampoux, dans le département du Pas-de-Calais, au nord-est d'Arras.

## Localisation
Ce cimetière est situé à 2,5 km au sud du village, à l'extrème limite du territoire de la commune.

## Histoire

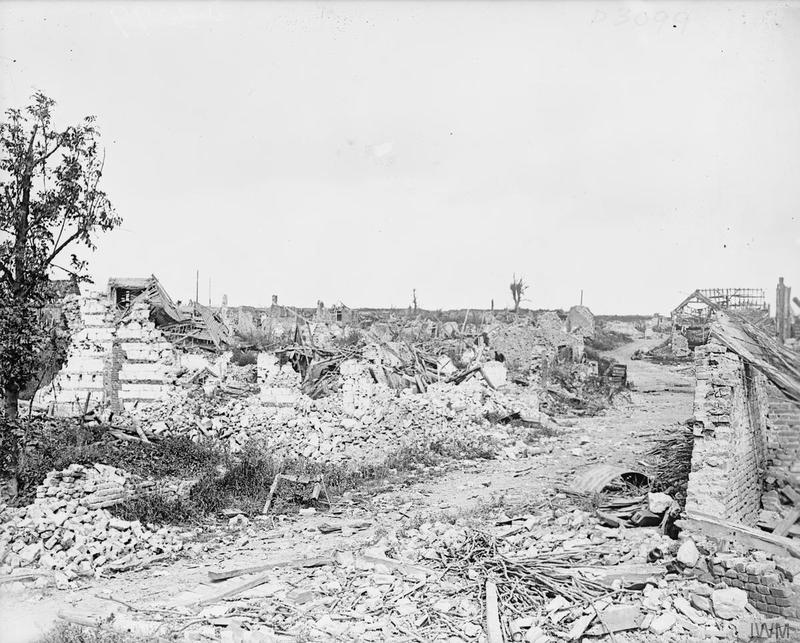
Ruines de Fampoux libérée par la 51e Division britannique le 29 août 1918.

Le village de Fampoux étaient aux mains des Allemands depuis le début de la guerre. Happy Valley (La Vallée heureuse) était le nom donné à la longue vallée qui s'étendait vers l'est depuis Orange Hill et le long de laquelle les troupes du Commonwealth se frayèrent un chemin les 10 et 11 avril 1917 au début de la bataille d'Arras.
Le cimetière a été commencé  après la bataille, et utilisé à nouveau en décembre 1917.
Ce cimetière de Happy Valley contient 76 sépultures dont six ne sont pas identifiées.

## Caractéristiques
Ce  cimetière, entièrement entouré d'une haie d'arbustes, a un plan rectangulaire de 25 m sur 15.
Le cimetière a été conçu par l'architecte britannique Edwin Lutyens.

## Galerie

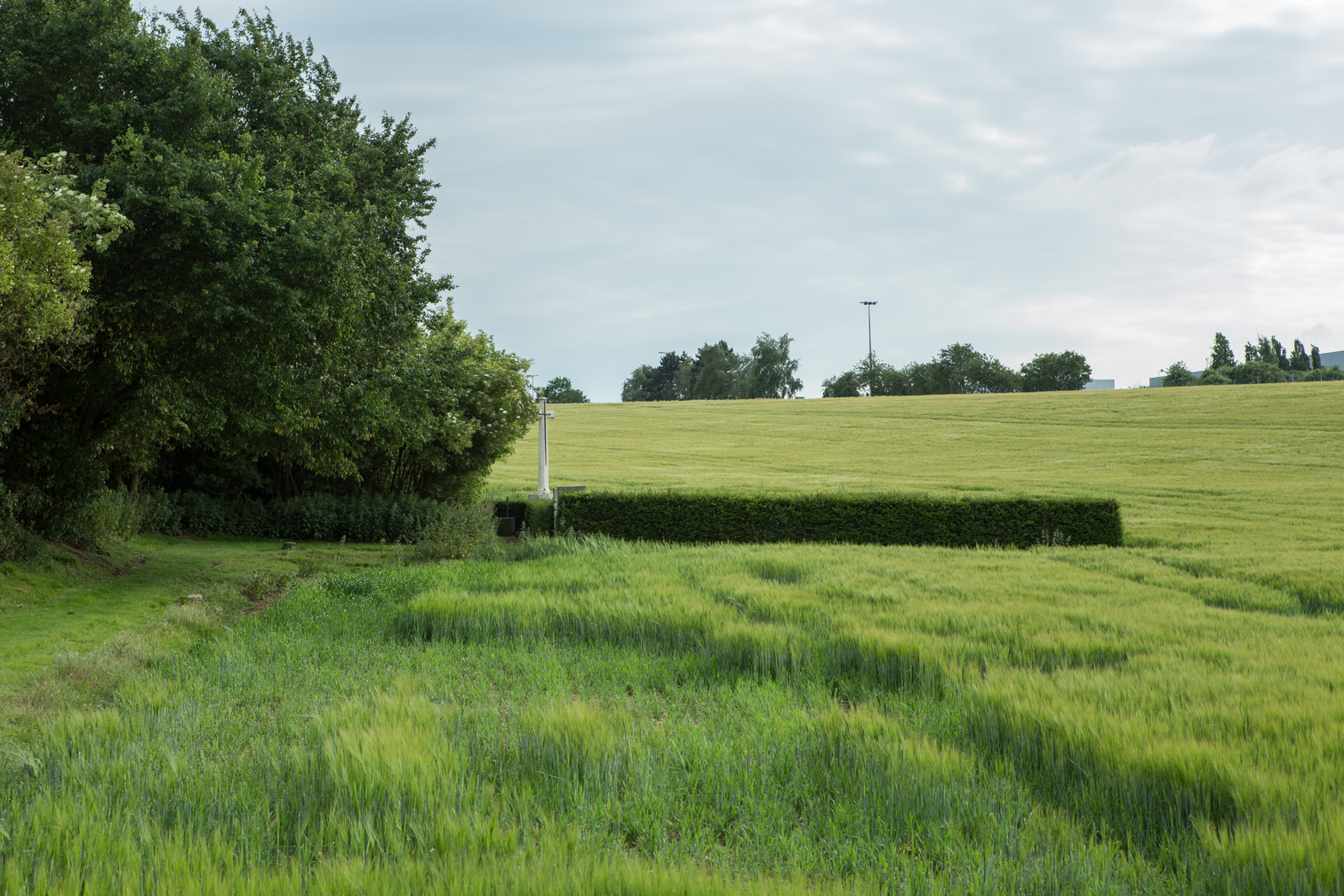
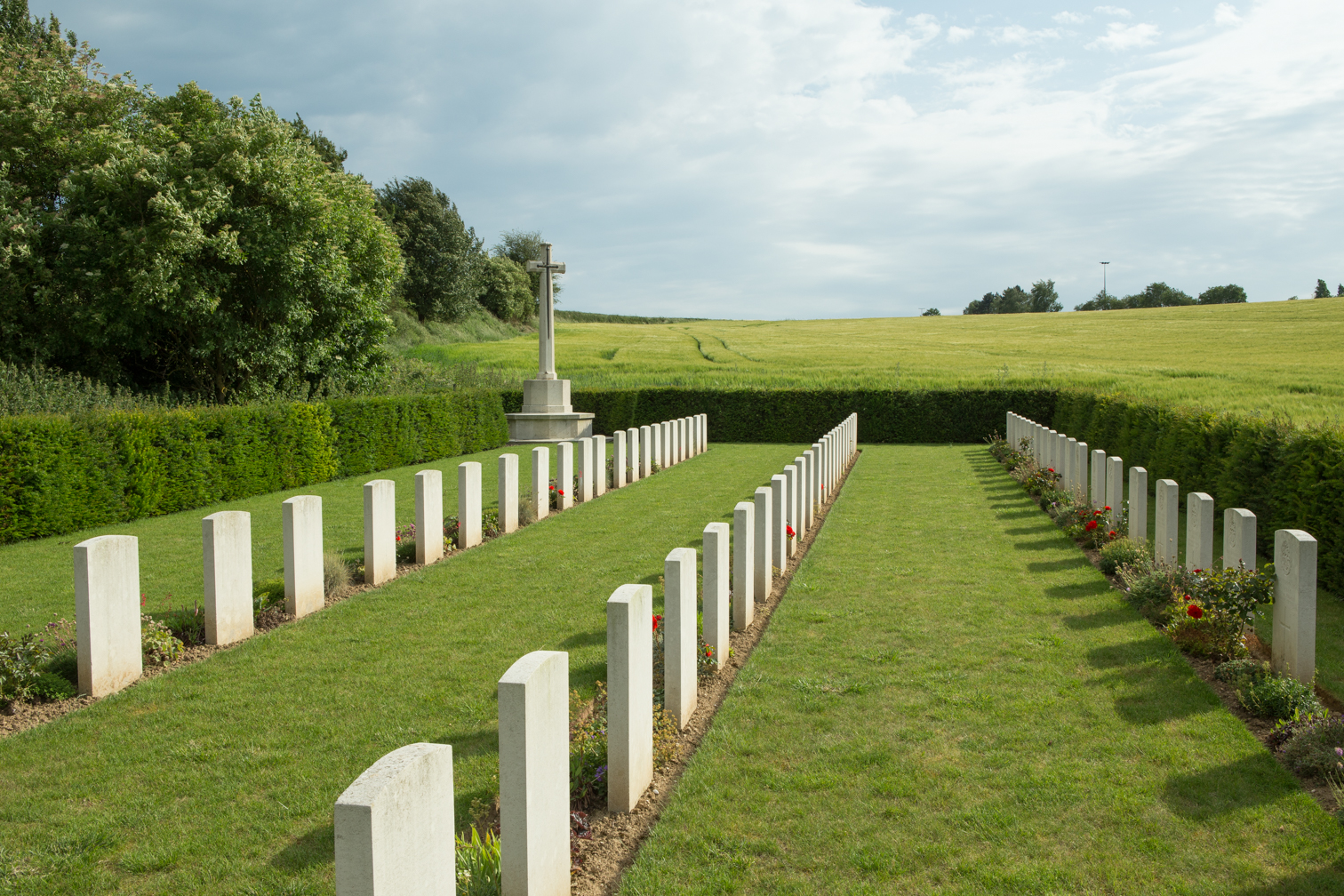
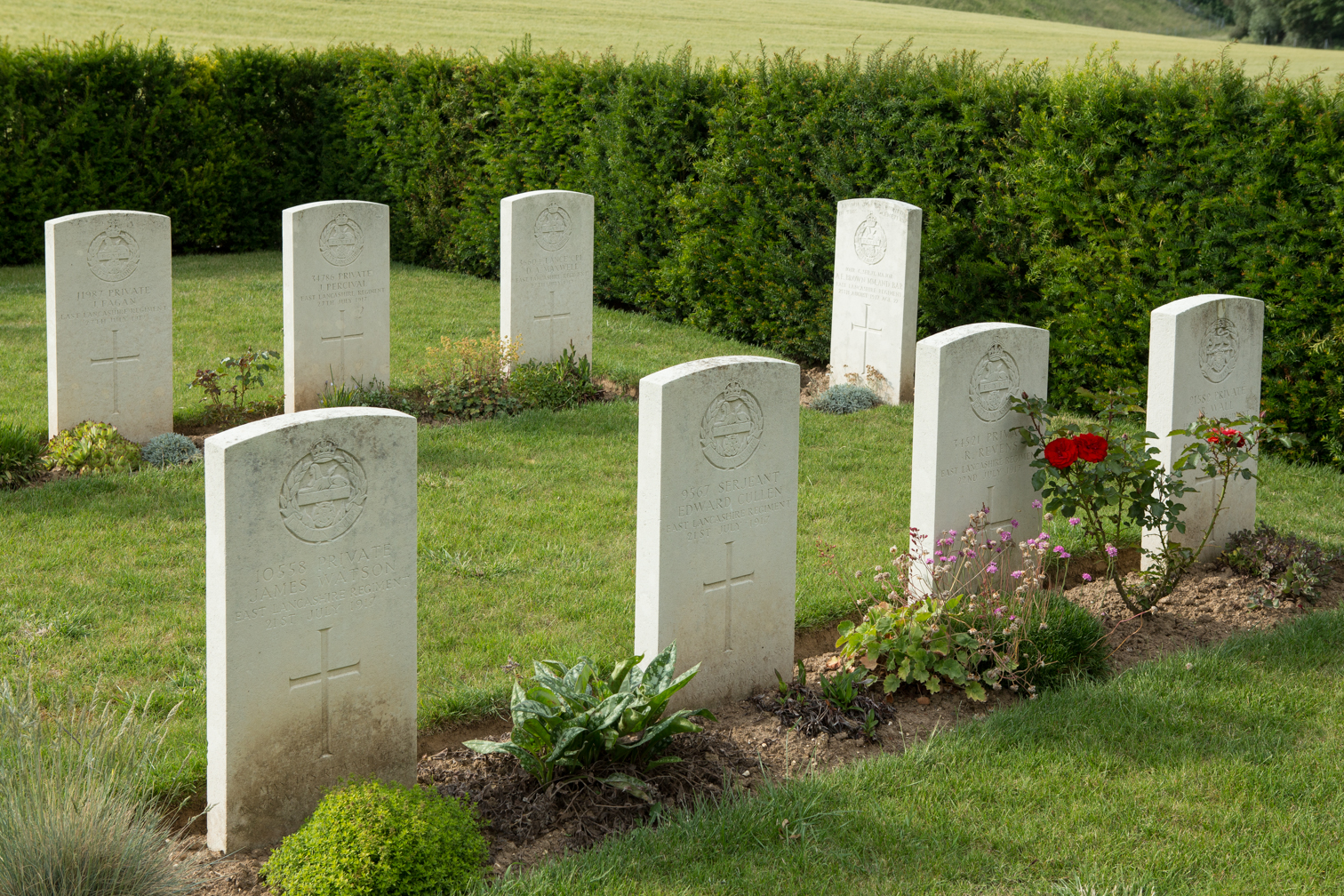
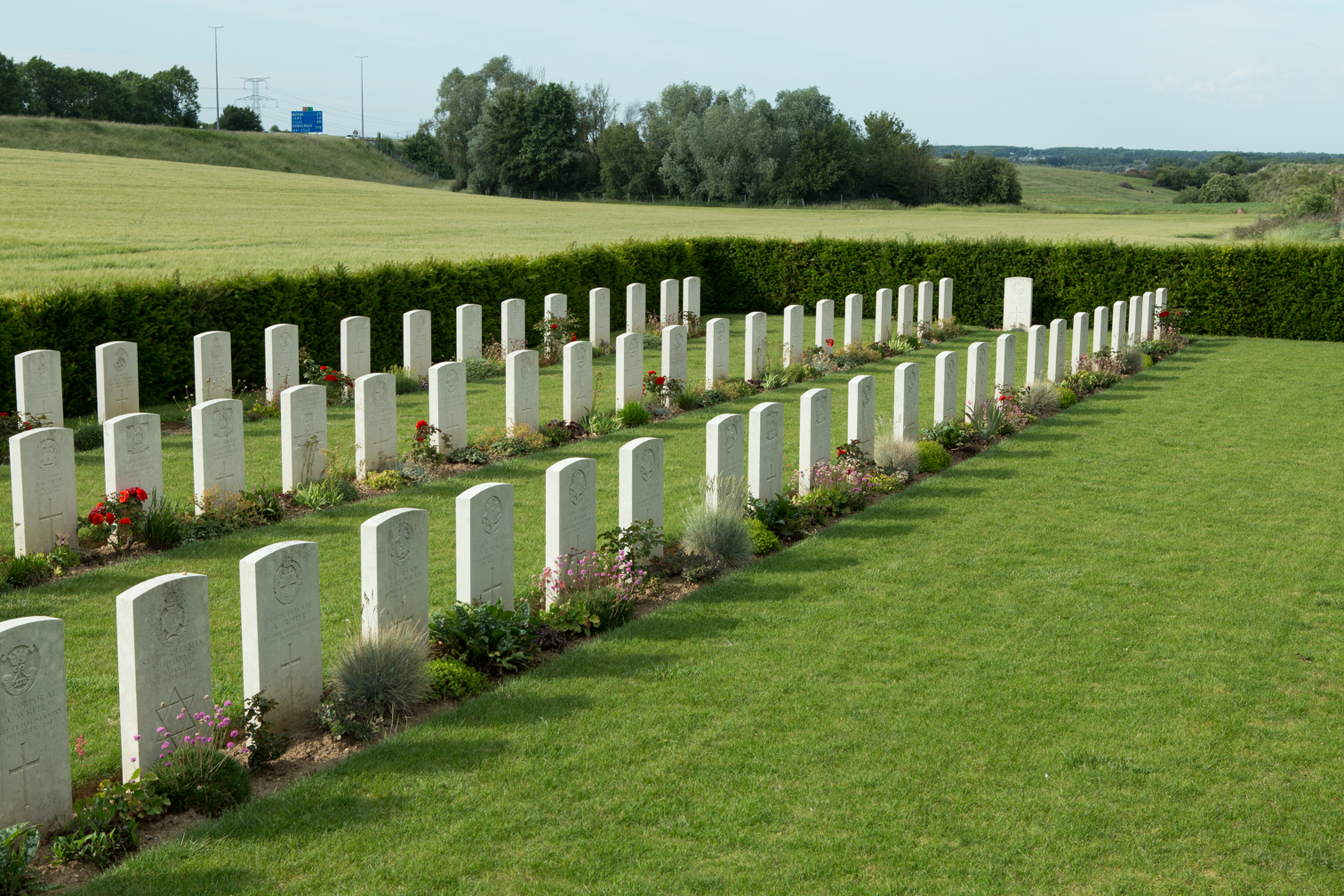
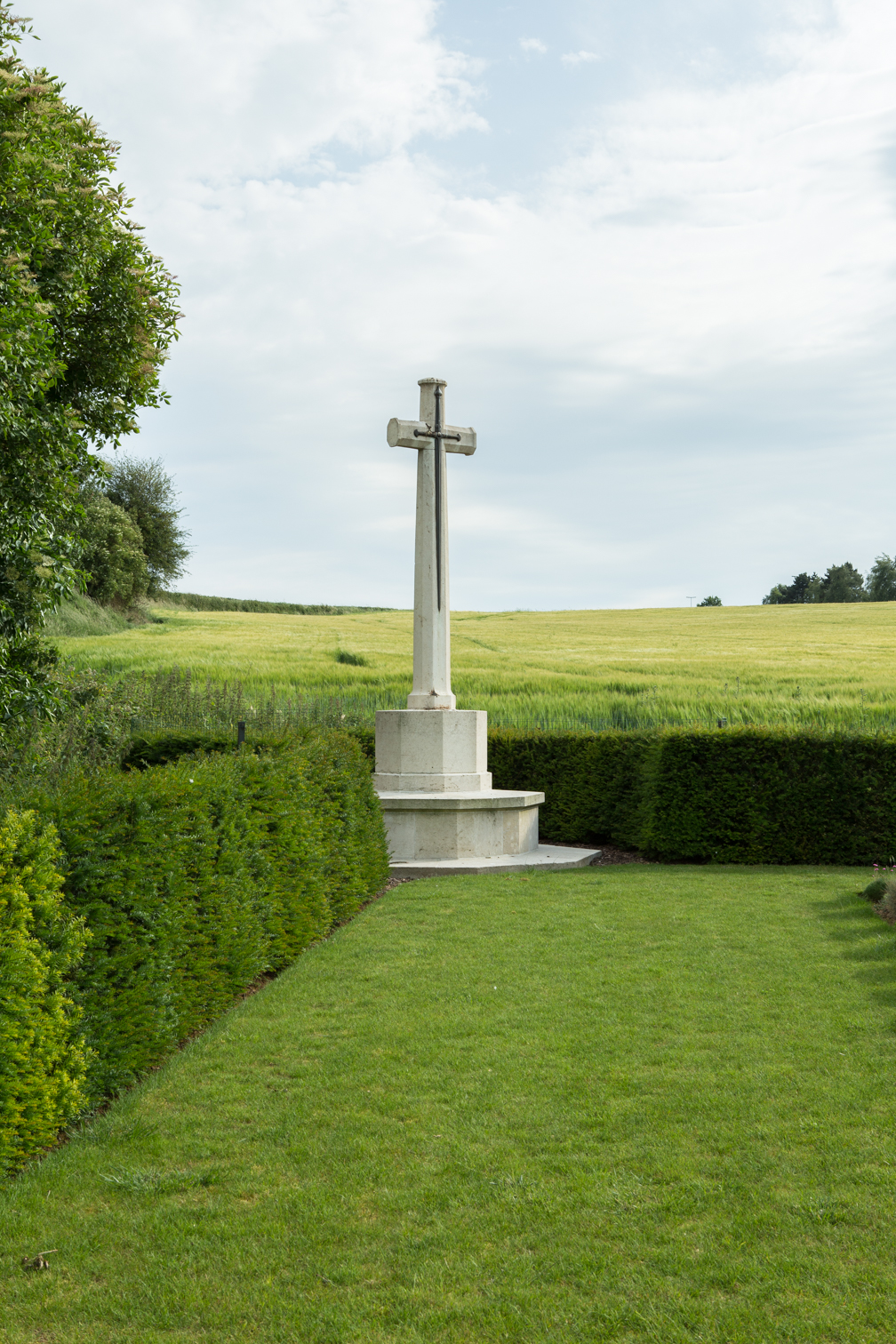
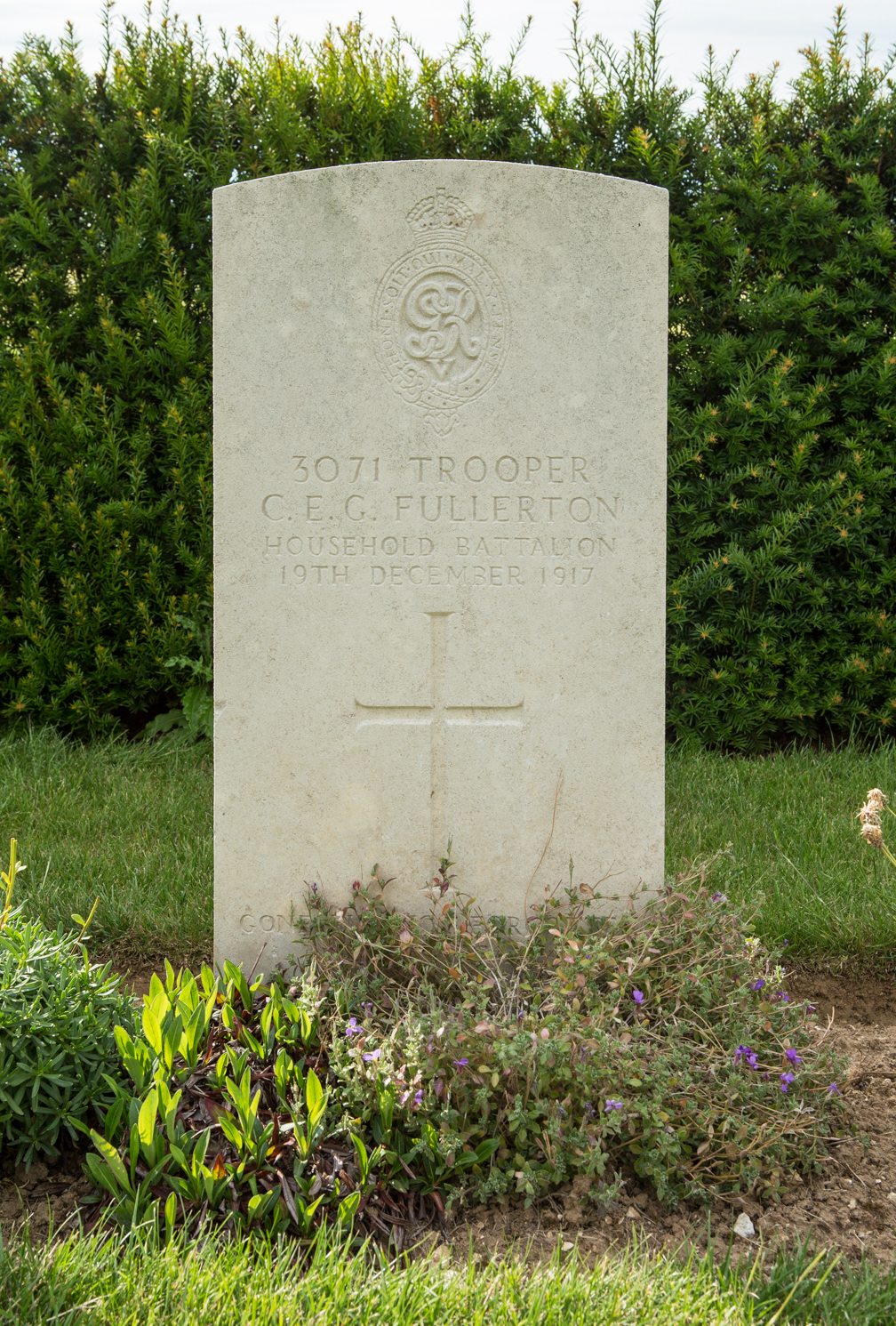

## Sépultures
| Pays        | Sépultures |
| ----------- | ---------- |
| Royaume-Uni | 76         |

## Pour approfondir